# Alessandro Algardi
Alessandro Algardi (31. juli 1598 i Bologna – 10. juni 1654 i Rom) var en italiensk billedhugger og bygmester.
Han var først elev i Ludovico Carraccis malerskole, men droges snart til plastikken; i lang tid måtte han sysle med mindre, nu forsvundne, arbejder i elfenben, gemmer, kameer etc. og som antikrestaurator; i Rom blev han pave Innocens X's hofbilledhugger; han udførte her blandt meget andet den kolossale marmorstatue af Filippo Neri (i Santa Maria in Vallicella), søvnens Genius i sort marmor for Villa Borghese (i lang tid gik den for antik), bronzestatuen af hans velynder, Innocens X, samt Leo XI's gravmæle. Hans største værk er det enorme marmorrelief Leo I tvinger Attila til tilbagetog i Peterskirken (Fuga d'Attila, 1650). Algardi var en af datidens betydeligste billedhuggere og fulgte delvis Berninis retning, men som kunstner var han mere detaljerende og tør; hans energiske foredrag og store tekniske mesterskab kom måske bedst til sin ret i portrættet. Algardi var også arkitekt, har bygget og udsmykket Villa Pamphili i Rom, kirkefacader (Sant'Ignazio i Rom) i barokstil samt udført forskellige dekorative arbejder. 